# Nowator
Nowator, właściwie Paweł Lipski (ur. 3 maja 1985 w Opocznie), znany również jako Nowi i NWTR – polski raper, piosenkarz, muzyk, kompozytor i autor tekstów. Absolwent szkoły muzycznej I stopnia w klasie fortepianu. Członek formacji TeOeR. Prowadzi także solową działalność artystyczną. Przez znaczny okres kariery utożsamiany ze sceną muzyki hip-hopowej, równolegle tworzy pod własnym nazwiskiem w stylistyce popowej.
Nowator współpracował ponadto m.in. z takimi wykonawcami jak: Onar, Pezet, Borixon, Lerek, Chiwas, Jeden Osiem L, Ten Typ Mes, Pih oraz Mezo.

## Działalność artystyczna
Nowator działalność artystyczną podjął pod koniec lat 90. Jako piętnastolatek wydał swój pierwszy nielegal pt. TeOeR (Teoria Opoczyńskiego Rymowania). W 2004 roku wystąpił w utworze „Nie ograniczaj mnie”, który znalazł się na albumie producenckim Ośki pt. Przez $ jak.... W 2005 roku Nowator wygrał talent show telewizji Polsat Hip-hop start w którego jury zasiedli Pih, Teka i Onar. Jednakże format ostatecznie nie został nigdy wyemitowany. W ramach wygranej raper nagrał debiutancki album solowy Alfabetyczny spis, który ukazał się jesienią, także 2005 roku nakładem wytwórni Camey Studio. Wśród gości na wydawnictwie znaleźli się członkowie jury tegoż programu, a także m.in. Lerek i Ten Typ Mes. Pewną popularność w kraju zyskał pochodzący z płyty utwór „Przez chwilę”, który dotarł do 1. miejsca Listy Przebojów Polskiego Radia Pomorza i Kujaw. Do piosenki został zrealizowany również teledysk.
W międzyczasie Nowator gościł na albumie producenckim Camey Squad pt. Rytm ulicy. Raper wystąpił w utworze „Powiedz jak to jest” m.in. u boku takich wykonawców jak Ten Typ Mes, Pih, Borixon i Mleko. Zwrotki Nowatora znalazły się także na debiucie Lerka pt. Bo bez ciebie i trzeciej płycie składu Płomień 81 – Historie z sąsiedztwa. W 2007 roku raper wraz z Feniksem, członkiem składu TeOeR zrealizował mixtape pt. Dozwolone od lat 18. Wcześniej gościł na trzeciej płycie zespołu Jeden Osiem L zatytułowanej Nowy folder (2007). W marcu 2008 roku ukazał się nielegal Lipskiego pt. Panie i ponownie. Natomiast w czerwcu ukazała się zarejestrowana z Chiwasem płyta pt. Welcome to Poland. Na albumie wydanym przez My Music znalazły się utwory wyprodukowane przez Tabba, Donatana, RX-a i FulSa. Z kolei wśród gości znaleźli się Owal/Emcedwa i Syn Prezydenta. W ramach promocji został zrealizowany teledysk do utworu „Za granicami kraju”.

## Dyskografia
Albumy
| Rok                        | Album                                                                                 | Pozycja na liście |
| Rok                        | Album                                                                                 | POL               |
| -------------------------- | ------------------------------------------------------------------------------------- | ----------------- |
| 2005                       | Alfabetyczny spis - Data: 21 października 2005 - Wydawca: Camey Studio                | 44                |
| 2007                       | Dozwolone od lat 18 (oraz Feniks) - Data: 19 listopada 2007 - Wydawca: brak (mixtape) | –                 |
| 2008                       | Panie i ponownie - Data: marzec 2008 - Wydawca: brak (nielegal)                       | –                 |
| 2008                       | Welcome to Poland (oraz Chiwas) - Data: 20 czerwca 2008 - Wydawca: My Music           | –                 |
| „–” album nie był notowany |                                                                                       |                   |

Single
| Rok                         | Tytuł                                            | Pozycja na liście | Certyfikat                |
| Rok                         | Tytuł                                            | POL Dance         | Certyfikat                |
| --------------------------- | ------------------------------------------------ | ----------------- | ------------------------- |
| 2015                        | „Wrócę nad ranem” (gośc. Michalina Brudnowska)   | –                 | - POL: złota płyta        |
| 2015                        | „Jestem na tak” (oraz Magda Femme)               | 34                | - POL: 3x platynowa płyta |
| 2016                        | „Spadam stąd”                                    | –                 | - POL: złota płyta        |
| 2016                        | „Dla ciebie chwile” (Tomek Krupa, gośc. Nowator) | –                 | - POL: złota płyta        |
| 2016                        | „Kiedy światła gasną” (oraz Masters)             | 48                |                           |
| 2017                        | „Balanga”                                        |                   |                           |
| 2017                        | „Co tu jest grane”                               | –                 | - POL: złota płyta        |
| 2018                        | „Z lewa do prawa”                                | –                 | - POL: platynowa płyta    |
| 2018                        | „Ona tańczy” (oraz Doniu)                        | –                 | - POL: złota płyta        |
| 2018                        | „Skąd ja znam ten sampel”                        |                   |                           |
| 2019                        | „Wrzucam na luz”                                 | –                 | - POL: złota płyta        |
| 2020                        | „Bawię się”                                      |                   | - POL: złota płyta        |
| 2020                        | „Trzeba świrować” (oraz Paprodziad, Kałamaga)    |                   | - POL: złota płyta        |
| 2021                        | „Tequila”                                        |                   |                           |
| 2022                        | „Ay Amor”                                        |                   | - POL: platynowa płyta    |
| „–” singel nie był notowany |                                                  |                   |                           |

Inne notowane utwory
| Rok                        | Tytuł                                  | Pozycja na liście | Pozycja na liście | Album             |
| Rok                        | Tytuł                                  | SLiP              | PiK               | Album             |
| -------------------------- | -------------------------------------- | ----------------- | ----------------- | ----------------- |
| 2005                       | „Przez chwilę”                         | –                 | 1                 | Alfabetyczny spis |
| 2005                       | „Moja panienka” (Lerek, gośc. Nowator) | 49                | 26                | Bo bez ciebie     |
| „–” utwór nie był notowany |                                        |                   |                   |                   |

Inne
| Rok  | Utwór | Album                           |
| ---- | --- | ------------------------------- |
| 2004 | „Nie ograniczaj mnie” (Ośka, gośc. Nowator)                                                                     | Przez $ jak...                  |
| 2005 | „Co to ma być” „Moja panienka” (oraz Lerek) „Przez chwilę”                                                      | Rap eskadra 3 (kompilacja)      |
| 2005 | „Moja panienka” (Lerek, gośc. Nowator)                                                                          | Bo bez ciebie                   |
| 2005 | „Co jest” (Płomień 81, gośc. Nowator)                                                                           | Historie z sąsiedztwa           |
| 2005 | „Powiedz jak to jest” (Camey Squad, gośc. Ten Typ Mes, Pih, Chix, Nowator, Borixon, Teka, Lerek, WS.PRO, Mleko) | Rytm ulicy                      |
| 2006 | „To już nie ten czas” (Exdance, gośc. Lerek, Nowator)                                                           | Rzeka snów                      |
| 2007 | „Dotykamy nieba” (Jeden Osiem L, gośc. Nowator)                                                                 | Nowy folder                     |
| 2008 | „Showbizzz” (Teka, gośc. Kardesch, Maleek, Nowator)                                                             | Talent                          |
| 2009 | „Jedno spojrzenie” (Mezo, gośc. Nowator) „Zabrać cię gdzieś” (Mezo, gośc. Nowator)                              | Słowo ma moc                    |
| 2010 | „Kiedy światła zgasną” (Procedura CEDE, gośc. Nowator)                                                          | Procede 09                      |
| 2015 | „Palili mosty”                                                                                                  | Drużyna Mistrzów 3 (kompilacja) |

## Teledyski
| Rok  | Tytuł                                             | Reżyseria / Realizacja                                            | Album                     |
| ---- | ------------------------------------------------- | ----------------------------------------------------------------- | ------------------------- |
| 2005 | „Przez chwilę”                                    | Michał Englert, Filip Tomann, Tomek Dławichowski, Wojtek Rogalski | Alfabetyczny spis         |
| 2005 | „Czemu tak jest” (gośc. Lerek)                    |                                                                   | Alfabetyczny spis         |
| 2005 | „Moja panienka” (Lerek, gośc. Nowator)            |                                                                   | Bo bez ciebie             |
| 2007 | „Wolne zmysły” (Muody, gośc. Nowator)             |                                                                   | Sylwester 2007/2008       |
| 2007 | „Odnajdę cię”                                     | Piotr Smoleński, Vison Factory Production                         | Rap Eskadra 6 – Zima 2008 |
| 2007 | „Zaufaj mi” (Kabu, Majk, gośc. Nowator)           | Łukasz Jastrzębski, Jan Orłowski                                  |                           |
| 2008 | „Za granicami kraju” (oraz Chiwas)                | Dtx Promotion Group                                               | Welcome to Poland         |
| 2011 | „Dzieci bloków i kamienic” (Nelux, gośc. Nowator) |                                                                   | Legalnie w 2012           |
| 2012 | „Chodź” (jako Paweł Lipski)                       | Dwaem                                                             |                           |
| 2015 | „Palili mosty”                                    |                                                                   | Drużyna Mistrzów 3        |

## Filmografia
| Rok  | Tytuł    | Uwagi                                             |
| ---- | -------- | ------------------------------------------------- |
| 2001 | Blokersi | film dokumentalny, reżyseria: Sylwester Latkowski |